# Барпета
Барпета (англ. Barpeta, ассам. বৰপেটা) — город в западной части штата Ассам, Индия. Административный центр округа Барпета.

## География
Абсолютная высота — 34 метра над уровнем моря. Расположен примерно в 90 км к северо-западу от Гувахати. В 44 км от города находится национальный парк Манас.

## Население
По данным на 2013 год численность населения составляет 70 342 человека.
Динамика численности населения города по годам:
| 1991   | 2001   | 2013   |
| ------ | ------ | ------ |
| 25 387 | 41 038 | 70 342 |

## Транспорт
Ближайший аэропорт находится в Гувахати. Имеется регулярное автобусное и железнодорожное сообщение.